# Walter Walser
Walter Leopold Walser (* 1927 in Feldkirch, Vorarlberg; † 23. September 1978 in Linz, Oberösterreich) war ein österreichischer Mörder und Räuber.

## Kriminelle Karriere
Der gelernte Maschinenschlosser beging eine Reihe von Einbrüchen und Überfällen, um sich damit seinen luxuriösen Lebensstil zu finanzieren. Bereits 1946 war er erstmals wegen schweren Einbruchs zu einer Gefängnisstrafe verurteilt worden. 1950 erschoss er bei einem Einbruchsversuch in Tirol einen Fahrdienstleiter der ÖBB und verbüßte dafür eine 17-jährige Freiheitsstrafe wegen Mordes.
Nach seiner Entlassung brach er 1972 in das Zentrallager einer Firma für Sprengstoffe in Salzburg ein und entwendete 22 kg Dynamit, mit dem er zwischen Sommer 1972 und 1973 bei Einbrüchen sechs Panzerschränke im Raum Linz knackte und über 200.000 öS erbeutete. Weiteres überfiel er im Oktober 1973 die Raiffeisenbank am Linzer Bäckermühlweg und war für einen gescheiterten Entführungsversuch an einem Großkaufmann aus Leonding verantwortlich.
Am 6. Februar 1976 überfiel er einen Geldboten des Linzer Maximarktes auf dem Weg zur Raiffeisen-Zentralkasse. Er erschoss den begleitenden Polizeiinspektor Josef Plass und entkam unter dem Beschuss eines weiteren Polizisten mit der Tageslosung von über 1 Million öS. Plass ist der bislang letzte in Linz getötete Exekutivbedienstete (2016).
Am 28. April 1978 überfiel Walser die Allgemeine Sparkasse an der Ecke Stelzhammerstraße und Rainerstraße in der Linzer Innenstadt. Nach Auslösung des stillen Alarmes brachte Walser 22 Kunden und Angestellte in seine Gewalt, womit er die erste Geiselnahme in der Linzer Kriminalgeschichte verübte. Ein für diesen Tag geplanter Geldtransport mit 27 Millionen öS, hatte zum Zeitpunkt des Überfalls bereits einige Minuten Verspätung und war nun von der Polizei umdirigiert worden. Walser verhandelte unter anderem mit Innenminister Erwin Lanc und ließ alle weiblichen Geiseln frei. Nach 13 Stunden trat Walser mit zwei Geiseln, die er mittels zünderlosen Sprengstoffpaketen und Kabeln zusammengeschlossen hatte, ins Freie und versuchte einen Fluchtwagen zu erreichen, wurde aber vom Schuss eines Polizisten getroffen und verhaftet. In einem Rucksack trug er 3,5 Millionen öS aus der Bank bei sich. Erstmals war in Österreich ein Geiselnehmer durch Waffengebrauch gestoppt worden.
Das Projektil des Polizisten hatte das rechte Schulterblatt Walsers durchschlagen und einen Halswirbel verletzt, wodurch eine teilweise Querschnittlähmung auftrat. Noch vor seiner Verhandlung starb er durch Suizid.
Walser galt laut Exekutive als überdurchschnittlich intelligent und hatte mehrere Patente, vor allem auf dem Gebiet der Sprengtechnik, angemeldet.